# Georg Ernst Stahl
Pour les articles homonymes, voir Stahl.
Georg Ernst Stahl (né à Ansbach le 22 octobre 1659 - mort à Berlin 14 mai 1734) est un médecin et chimiste allemand, promoteur d'un système médical, l'animisme de Stahl, qui en fait un précurseur du vitalisme médical ; et d'une théorie chimique erronée, celle du phlogistique. C'est l'une des figures les plus controversées de l'histoire de la médecine et de la chimie.

## Biographie
Né en 1659 ou 1660, il commença à étudier la chimie dès l'âge de 15 ans. Il étudie ensuite la médecine à Iéna, où il reçoit son bonnet de Docteur en 1684. Il se fait connaître par ses leçons privées et sa pratique médicale, pour devenir en 1687, médecin personnel du duc de Saxe-Weimar.
Lors de la création de l’université de Halle en 1693, il est nommé Professeur grâce à l'entremise de son ami (et futur adversaire doctrinal) Friedrich Hoffmann. Il enseigne alors la physiologie, la pathologie, la diététique, la pharmacologie ainsi que la botanique. Ses leçons, ses ouvrages et sa pratique le font connaître dans toute l'Allemagne. En 1700, il devient membre de l'Académie des Curieux de la Nature, sous le nom d'Olympiodore.
En 1716, il devient médecin du roi Frédéric-Guillaume Ier de Prusse à Berlin, car sa renommée en tant que médecin était très grande. Il décède dans cette ville en 1734, à l'âge de 74 ans.

## Travaux et doctrines
La fin du XVIIe siècle est dominée par un débat entre les iatrochimistes qui entendent refonder la médecine sur une chimie (courant issu de Paracelse), et les iatrophysiciens qui entendent la refonder sur une mécanique (courant influencé par Galilée, Descartes, Newton). Ce débat est compliqué par l'existence de courants intermédiaires ou transversaux.
Stahl se situe en opposition et en réaction à ces deux courants. Contre les iatrochimistes, il considère que si la chimie est utile pour les médicaments, elle n'est d'aucune utilité pour la théorie médicale, et pour l'explication du vivant. Il insiste donc sur une séparation radicale de la chimie et de la médecine. Si Stahl est médecin et chimiste, c'est un chimiste exclusivement inorganique.
Contre les iatrophysiciens, Stahl considère que les caractéristiques du vivant ne sont pas conformes à des modèles mécaniques. Les mouvements vitaux s'expliquent par le concept d'anima (l'âme au sens d'Aristote). Ce système est souvent appelé « animisme de Stahl », qui ne doit pas être confondu avec l'animisme dans son sens actuel, mais plutôt rapproché du vitalisme.

### L'animisme de Stahl
Stahl constate que la plupart des maladies sont liées à l'âge plutôt qu'à l'alimentation. Il en conclut que la maladie est plus un épuisement du mouvement vital qu'une altération physique. Le corps n'est pas un mécanisme physico-chimique, c'est un organisme dont toutes les parties collaborent à un objectif commun, par le biais de mouvements immatériels intermédiaires entre l'âme et le corps, c'est le principe de l'anima, agissant dans le cadre d'une téléologie.

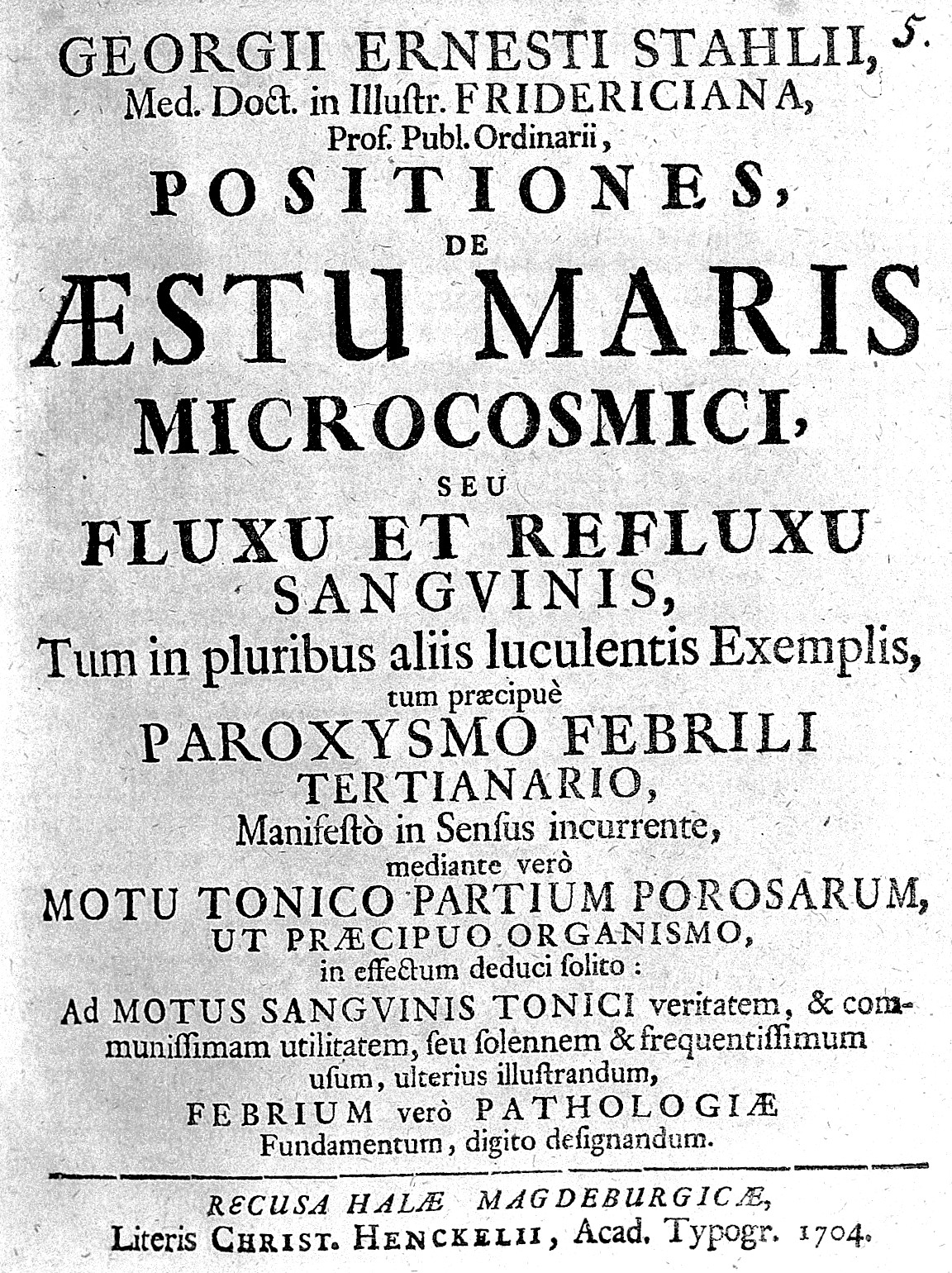
Positiones, de aestu maris microcosmici... (1704) de Georg Stahl. Les fièvres et hémorragies comme « des erreurs de l'âme (anima, ce qui anime le corps) ».

Il s'ensuit que toutes les manifestations organiques et psychiques ne sont que des manifestations de l'âme, et que la cause première de toute maladie est dans l'âme elle-même. Les organes ne sont que des structures passives animées par la force de l'esprit, sans cette force, la matière vivante entre en décomposition et putréfaction.

Cette doctrine a des conséquences pratiques en clinique et thérapeutique. En clinique, Stahl est renommé pour sa finesse de diagnostic, ses observations de maladies chroniques, notamment psychosomatiques. En thérapeutique, il considère que le médecin doit être prudent et attentiste, c'est la médecine dite expectante, celle des anciens de l'Antiquité, qui fait confiance aux forces naturelles et spontanées de guérison, la vix medicatrix naturæ. Il refuse donc la médecine agissante de son époque, celle des moyens qu'il juge douteux, excessifs et défavorables. Il préfère les thérapies douces, voire ne rien faire, le médecin devenant moraliste, selon Nicolas Éloy (1714-1788)  : 
« C'est quelquefois un excellent remède que de n'en pratiquer aucun. Mais dans le sens de Stahl qui attribuait tant de pouvoir à l'âme, il était bien plus important encore de demeurer dans l'inaction, en attendant le bien, auquel il supposait qu'elle butait presque toujours. »
Philippe Pinel (1745-1826), médecin aliéniste, précurseur de la psychiatrie et de la psychothérapie, fera l'éloge de Stahl pour avoir su dégager des idées magistrales et nouvelles à partir de sources antiques.
A contrario, l'animisme de Stahl sera la cible de nombreux sarcasmes, notamment sa conception des fièvres et des hémorragies comme des erreurs de l'âme. Les critiques les plus sévères provenant du vitalisme, qui propose un même principe vital immatériel, mais libéré de l'influence de l'âme ou de la pensée.
Enfin, l'animisme de Stahl prépare aussi un courant romantique allemand, où les maladies de l'âme ou le mal à l'âme appartiennent à une philosophie de la nature.

### La chimie de Stahl

#### La question du phlogistique

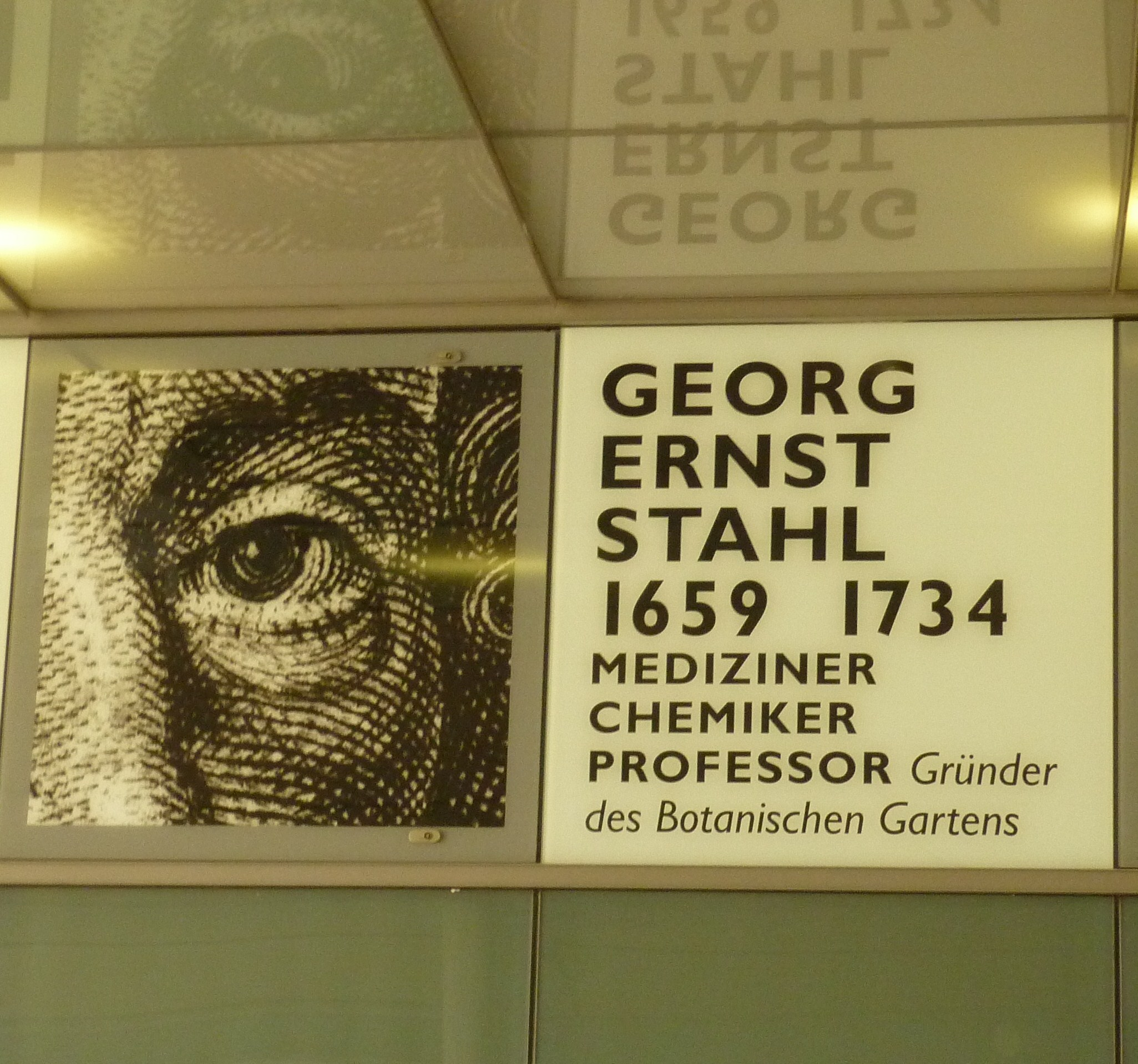
Plaque commémorative à (Halle-sur-Saale).

Pour ses travaux en chimie, Stahl est le savant le plus encensé et le plus exécré du XVIIIe siècle. De son temps, il est adulé dans toute l'Europe. L'article « Chimie » de l'Encyclopédie de Diderot le présente à l'égal de Newton, réalisant l'équivalent chimique de Newton en physique. Mais bientôt Lavoisier fonde la chimie moderne par la réfutation d'un concept de Stahl, le phlogiston ou phlogistique. Cette révolution fondatrice renverse la situation de Stahl qui se retrouve dans le plus mauvais rôle :  celui de l'obscurantiste ayant bloqué le progrès de la chimie, pis encore, c'est aussi un personnage sinistre et querelleur, s'exprimant dans un mauvais latin truffé de germanismes.
Cette image se forge tout au long du XIXe siècle, alors même que la chimie s'affirme comme une science moderne et optimiste, répondant au progrès social. Elle est reprise par la plupart des histoires de la chimie du XXe siècle. La question du phlogistique devient un modèle emblématique de révolution scientifique, celle que T. Kuhn appelle « changement de paradigme ». D'autre part, quelques historiens de la chimie tentent de redorer le blason de Stahl, estimant que si la théorie du phlogistique était bien fausse, elle ne fut pas stérile.

#### La question moléculaire
La chimie de Stahl ne se réduit pas à la question du phlogistique. Ainsi dans l'article Chimie de l'Encyclopédie, qui fait pourtant l'éloge de Stahl, le phlogistique n'est pas cité. Dans son dictionnaire, Éloy liste douze découvertes de Stahl, celle du phlogistique n'étant que la troisième parmi d'autres :  ses travaux sur l'acide sulfurique, la destruction du nitre par déflagration, la fermentation du vin etc. Le point de vue post-Lavoisien, axé sur la critique du phlogistique, empêcherait de voir l'ensemble de la chimie de Stalh reposant sur « une imposante philosophie de la matière ».
En séparant radicalement la chimie et la médecine, l'inerte et le vivant, Stahl est aussi « mécaniste » en chimie qu'animiste en médecine. Il élimine les entités alchimiques pour élaborer une philosophie moléculaire. À partir de 1683, il distingue des corps singuliers et des corps agrégés, faisant des agrégats des « individus substantiels » infimes réductibles à leur forme géométrique. À partir de deux types de chimie, la zymotechnie (chimie de l'humide, fermentations) et la pyrotechnie (chimie par le feu), il perçoit des réactions de composition et décomposition, faisant intervenir le facteur temps. Il conçoit la chaleur comme un mouvement de corpuscules individuels autour de leur axe. Les changements de fluidité (appelés plus tard changement d'état solide, liquide, gazeux) sont appréhendés comme des variations de mouvement et de séparation entre mêmes agrégats.

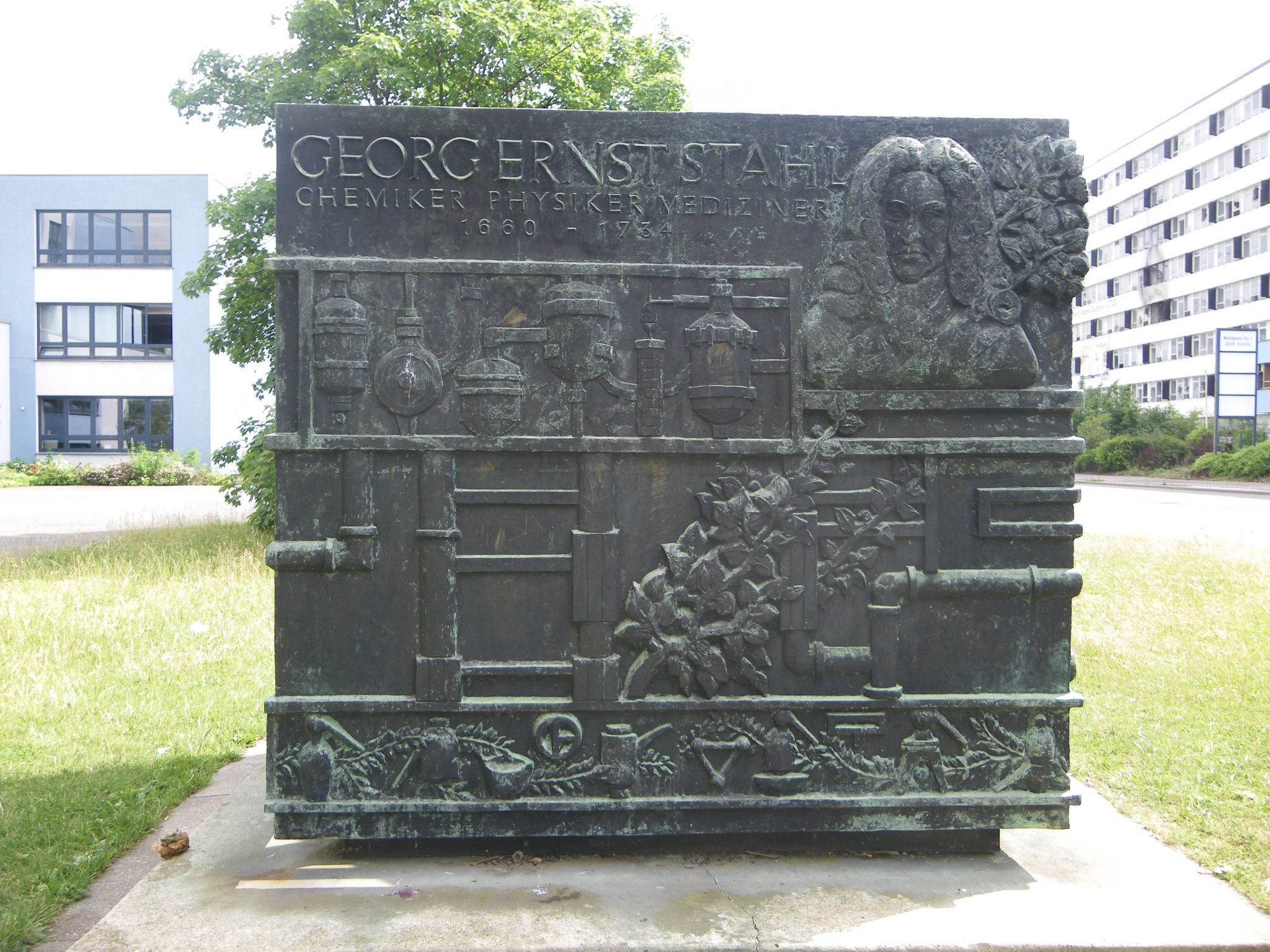
Georg Stahl sur l'une des quatre faces d'un cube de bronze consacré à quatre scientifiques de quatre siècles, Université Martin-Luther de Halle-Wittemberg, par le sculpteur Gerhard Geyer.

Enfin, il considère des réactions chimiques réversibles en chaîne, en série ou en cycles, avec des transferts de propriété d'un corps à un autre, dont le poids et la combustibilité. Pour ces démonstrations opératoires, Kant lui rend un hommage flatteur en le mettant en parallèle avec Galilée. Il reconnaît l'équivalence chimique de processus apparemment différents comme la combustion, la rouille et la vitrification. C'est ici que se place sa théorie erronée : la combustion comme perte de phlogistique, composant imaginaire du corps combustible, alors qu'il s'agit d'un gain (consommation) d'oxygène atmosphérique.
Le système chimique de Stahl, considéré dans son ensemble, est un système corpusculaire basé sur l'affinité des agrégats semblables. Ce système avait l'avantage de rendre compte des pratiques et réactions chimiques de son temps, de façon nette et cohérente, d'où son grand prestige sur plus d'un demi-siècle. Cependant la théorie du phlogistique entre en crise à partir du milieu du XVIIIe siècle, avec le développement (techniques instrumentales) de la chimie pneumatique (chimie des gaz).
Sa cohérence était telle que Lavoisier n'aurait eu qu'à remettre la théorie phlogistique à l'endroit, (en remplaçant la perte de phlogistique par le gain d'oxygène), de même le cycle du carbone serait représenté dans la chimie de Stahl, par son cycle du phlogistique, mais inversé.
Il existe ainsi deux perspectives :  l'une qui note une rupture, celle du phlogistique comme obstacle à abattre pour fonder une chimie scientifique, l'autre qui relève une continuité, celle de Stahl comme initiateur d'une « molécularisation de l'image du monde au XVIIIe siècle ».

### Œuvres de Stahl
- Georg Ernst Stahl, Œuvres médico-philosophiques et pratiques, trad. et comm. T. Blondin, 1859-1864, 5 vol. parus. T. III et IV : Vraie théorie médicale (Theoria medica vera, 1707), 1863.

### Études sur Stahl
- A. Lemoine, Le vitalisme et l'animisme de Stahl, 1864.
- J. E. Chancerel, Recherches sur la pensée biologique de Stahl, 1934.
- Georges Canguilhem, Études d'histoire et de philosophie des sciences concernant les vivants et la vie, Vrin, 1968, p. 211-225.
- Axel W. Bauer: Georg Ernst Stahl. In: Dietrich von Engelhardt und Fritz Hartmann (Hrsg.): Klassiker der Medizin. Band 1: Von Hippokrates bis Hufeland. C. H. Beck, München 1991, S. 190–201, 393–395, 439.
- Axel W. Bauer: Der Körper als Marionette? Georg Ernst Stahl und das Wagnis einer psychosomatischen Medizin. In: Dietrich von Engelhardt und Alfred Gierer (de) (Hrsg.): Georg Ernst Stahl (1659–1734) in wissenschaftshistorischer Sicht. Leopoldina-Meeting am 29. und 30. Oktober 1998 in Halle (S.) (= Acta historica Leopoldina. Nr. 30). Deutsche Akademie der Naturforscher Leopoldina, Halle (Saale) 2000, S. 81–95.
- Francesco Paolo de Ceglia: Hoffmann and Stahl. Documents and Reflections on the Dispute. In: History of Universities. Band 22, 2007, Heft 1, S. 98–140.
- Johann Christoph von Dreyhaupt (de): Beschreibung des Saalkreises. Band 2, Emanuel Schneider, Halle 1750, S. 724–726 (umfangreiches Schriftenverzeichnis).
- Michael Engel: Chemie im achtzehnten Jahrhundert. Georg Ernst Stahl (1659 bis 1734) (= Ausstellungskataloge der Staatsbibliothek zu Berlin. Band 23). Reichert, Wiesbaden 1984,  (ISBN 3-89500-655-6).
- Dietrich von Engelhardt, Alfred Gierer (de) (Hrsg.): Georg Ernst Stahl (1659–1734) in wissenschaftshistorischer Sicht. Barth, Heidelberg 2000,  (ISBN 3-8047-2088-9).
- Johanna Geyer-Kordesch: Pietismus, Medizin und Aufklärung in Preußen im 18. Jahrhundert. Das Leben und Werk Georg Ernst Stahls. Tübingen 2000.
- (de) Bernhard Lepsius, « Stahl, Georg Ernst », dans Allgemeine Deutsche Biographie (ADB), vol. 35, Leipzig, Duncker & Humblot, 1893, p. 780-786
- Jacques Poulet, Jean-Charles Sournia, Marcel Martiny (Hrsg.): Histoire de la médecine, de la pharmacie, de l’art dentaire et de l’art vétérinaire. Albin Michel, Paris 1978.
- Alexander Kraft: Die Nachkommen des Chemikers Georg Ernst Stahl (1659–1734). Ergänzungen und Korrekturen In: Zeitschrift für Mitteldeutsche Familiengeschichte, Jg. 58 (2017), Heft 2, S. 57–58.
- Alexander Kraft: Maria Rosina Hilgund (1663–1691) aus Jena, die erste Ehefrau des Arztes und Chemikers Georg Ernst Stahl (1659–1734) In: Zeitschrift für Mitteldeutsche Familiengeschichte, Jg. 59 (2018), Heft 2, S. 291–302.
- (de) Hans-Werner Schütt, « Stahl, Georg Ernst », dans Neue Deutsche Biographie (NDB), vol. 25, Berlin, Duncker & Humblot, pas encore publié, p. 33 (original numérisé).